# Edmund Cooper
Edmund Cooper (n. 30 aprilie 1926, Marple Bridge⁠(d), Anglia, Regatul Unit – d. 11 martie 1982, Chichester, Anglia, Regatul Unit) a fost un poet englez și scriitor prolific de ficțiune speculativă, eseuri tehnice, câteva povestiri cu detectivi și cărți pentru copii. A publicat sub numele său sau pseudonime ca George Kinley, Broderick Quain, Martin Lester sau Richard Avery.

## Lucrări scrise

### Romane

#### Ca George Kinley
- 1954 Ferry Rocket, Curtis Books

#### Ca Broderick Quain
- 1954 They Shall Not Die, Curtis Books

#### Ca Martin Lester
- 1954, The Black Phoenix, Curtis Books

#### Ca Edmund Cooper
- 1957 The Invisible Boy (chapbook) Ungar Electronics Tools
- 1958 Deadly Image (aka The Uncertain Midnight) Ballantine (Text 1), Hutchinson (Text 2), Panther (Text 2 rev), Hodder (Text 1), Coronet (Text 1), Remploy (Text 2)[7]
- 1959 Seed of Light, Hutchinson (Text 1), Ballantine (Text 2), Panther (Text 1), Coronet (Text 2 rev)[8]
- 1960 Wish Goes to Slumber Land: An Adventure in Plasticene, Hutchinson[9]
- 1964 Transit, Faber & Faber, Lancer, 4 Square, Coronet, Ace, Remploy[10]
- 1966 All Fools' Day, Hodder & Stoughton, Walker, Coronet, Berkley, Remploy[11]
- 1967 A Far Sunset, Hodder & Stoughton, Walker, Berkley Medallion, Hodder, Ace[12]
- 1968 Five to Twelve, Hodder & Stoughton, Putnam, Doubleday/SFBC, Hodder, Berkley, Coronet[13]
- 1969 Seahorse in the Sky, Hodder & Stoughton, Hodder, Putnam, SFBC, Coronet, Berkley, Ace
- 1969 The Last Continent, Dell, Hodder & Stoughton, Hodder, Coronet
- 1970 Son of Kronk, Hodder & Stoughton; mai târziu ca Kronk, Putnam, Berkley, Coronet
- 1971 The Overman Culture, Hodder & Stoughton, Putnam, Berkley Medallion, Readers Union, Coronet
- 1972 Who Needs Men?, Hodder & Stoughton, Coronet; mai târziu ca Gender Genocide, Ace
- 1973 The Tenth Planet, Putnam, Hodder & Stoughton, Readers Union, Berkley, Coronet
- 1973 The Cloud Walker, Hodder & Stoughton, Ballantine, Coronet
- 1974 Prisoner of Fire, Hodder & Stoughton, Walker, Coronet
- 1974 The Slaves of Heaven, Putnam, SFBC, Hodder & Stoughton, Berkley Medallion, Coronet
- 1978 Merry Christmas, Ms Minerva!, Robert Hale
- 2014 SF Gateway Omnibus: The Cloud Walker, All Fools' Day, A Far Sunset, Gollancz

#### Ca Richard Avery
Seria The Expendables:
- 1975 The Expendables (1) The Deathworms of Kratos, Coronet, Fawcett Gold Medal, Severn House; mai târziu ca The Deathworms of Kratos de Cooper, 1979[14]
- 1975 The Expendables (2) The Rings of Tantalus, Coronet, Fawcett Gold Medal, Severn House; mai târziu ca The Rings of Tantalus de   Cooper, 1979[15]
- 1975 The Expendables (3) The War Games of Zelos, Coronet, Fawcett Gold Medal; mai târziu ca The War Games of Zelos de Cooper, 1980[16]
- 1976 The Expendables (4) The Venom of Argus, Coronet, Fawcett Gold Medal; mai târziu ca The Venom of Argus de Cooper, 1980[17]

### (Colecții de) povestiri
- 1958 Tomorrow's Gift, Ballantine, Digit
- 1960 Voices in the Dark, Digit
- 1963 Tomorrow Came, Panther
- 1964 The Square Root of Tomorrow, Robert Hale
- 1968 News from Elsewhere, Mayflower, Berkley
- 1971 Unborn Tomorrow, Robert Hale
- 1971 Double Phoenix (cu Roger Lancelyn Green) (editată de Lin Carter, seria "Adult Fantasy"), Ballantine
- 1979 Jupiter Laughs and Other Stories, Hodder & Stoughton, Readers' Union, Coronet
- 1980 World of Difference, Robert Hale

### Povestiri de Edmund Cooper
- 1963 "The Piccadilly Interval" în colecția de povestiri Tomorrow Came publicată de Panther[18]
  - ro.: „Timp mort în Piccadilly”
- 1969 "The Lizard of Woz" Retipărită cu permisiunea autorului în Flying Saucers  1982 de Isaac Asimov, Martin Harry Greenberg și Charles G. Waugh, ISBN: 0-449-21400-1

### Ecranizări
- 1957 The Invisible Boy[19] pe baza „The Brain Child” din 1956[20]
- 1969 The Uncertain Midnight (în franceză) serie TV, neautorizată
- 1979 Death Watch ca  "OBN in Arrivo", parte a seriei I racconti di fantascienza regia Alessandro Blasetti (Rai, Italia)"[20]

## Legături externe
- Edmund Cooper la Internet Speculative Fiction Database

## Vezi și
- Listă de scriitori de literatură științifico-fantastică
- „Timp mort în Piccadilly” (The Piccadilly Interval), Almanahul Anticipația 1985, traducere Mircea Opriță